# Персидская месалина
Персидская месалина (лат. Mesalina watsonana) — вид рода афроазиатские ящурки.

## Описание

### Внешний вид
Сравнительно небольшая ящерица. Длина тела достигает 59 мм, длина хвоста превышает длину тела примерно в два раза.
Окраска верхней стороны тела оливково—серая или коричневато—серая. На общем фоне обычно выделяются продольные полосы: тёмно—бурые теменные полосы в виде пунктирных линий и образованные продольными рядами бурых и светлых пятен височные полосы. Весной у старых самцов височные ряды пятен приобретают голубоватый оттенок. Брюхо светлое со слабым голубовато-серым оттенком. У молодых ящериц на общем желтоватом фоне вдоль спины и боков располагаются пять контрастных тёмно—бурых продольных полос.

### Распространение
Широко распространена в Афганистане, Пакистане и по всему Иранскому плато. На севере ареала заходит в южный Туркменистан до окрестностей города Чарджоу на востоке.

### Образ жизни
Обитает на плотных лёссовых и такыровидных почвах с солянковой и полынно—эфемерной растительностью, местами проникает на закрепленные пески и в каменистые предгорья. В качестве убежищ использует норы грызунов и насекомых, трещины в почве. В мягком грунте способна рыть собственные норы длиной до 15—20 см.
В Туркмении появляется после зимовки в конце февраля—начале марта; уходит на зимовку в ноябре, реже — вначале декабря. Летом отмечен спад активности в середине дня.

### Питание
Питается насекомыми и другими беспозвоночными: жуками, саранчовыми, муравьями, термитами, пауками, мокрицами. Жуки, пауки и мокрицы поедаются преимущественно ранней весной, а прямокрылые — осенью.

### Размножение
Персидские месалины достигают половой зрелости на втором году жизни: самцы при длине тела 40 мм, самки — при длине 43 мм.
Спаривание происходит в марте—июле, в Туркмении единичные спаривания отмечены в феврале. Возможно, имеет место и осеннее спаривание.
Самки откладывают от 2 до 10 (в среднем 5—7) яиц размером 5,2 X 12 мм. Молодые ящерицы, имеющие длину тела (без хвоста) 22—25 мм, появляются в июле, быстро растут и к осени достигают размеров половозрелых особей.

## Классификация
Ранее этот вид под названием Мesalina guttulata watsonana рассматривался в качестве подвида крапчатой месалины (Мesalina guttulata), от которой отличается меньшим числом бедренных пор и чешуй вокруг середины туловища и девятого—десятого кольца хвоста.